# Frontera entre el Brasil i Bolívia
La frontera entre el Brasil i Bolívia és la frontera internacional que separa els departaments de Bolívia de Beni, Pando i Santa Cruz dels estats brasilers d'Acre, Rondônia, Mato Grosso i Mato Grosso do Sul. La línia limítrofa creua una gran varietat de terreny, des de grans zones urbanes fins a deserts inhòspits i boscos. Comença en el Pantanal i acaba en la selva amazònica.

## Història
El primer tractat de límits entre Brasil i Bolívia es va signar en 1867, quan encara no es coneixia bé la ubicació geogràfica dels rius en la conca de l'Amazones; tant és així que un dels seus articles establia com a línia límit nöï paral·lela que partia des del riu Madeira fins a la capçalera del riu Yavarí, a l'oest, indicant fins i tot que si aquests naixements estiguessin més al nord del paral·lel (el que en realitat va succeir), la línia hauria de seguir la mateixa latitud a aquesta font. En 1898, després d'un examen del Tractat de 1867, es va trobar que la regió de l'Acre originalment pertanyia al Perú, però que aquesta regió contenia una població considerable d'origen brasiler. Això va causar moltes friccions, ja que la població no volia sotmetre's al govern bolivià, el qual ni tan sols va intentar arrendar el territori als angloamericans. Es van produir diverses revoltes per part dels brasilers, i la situació es va perllongar fins a 1903, quan el Brasil va ocupar militarment el territori. Després de l'annexió per part d'aquest últim país de l'Acre, el govern del Brasil va pagar una multa als arrendataris angloamericans, i es va declarar la retirada dels inquilins.
En el mateix any 1903 es van tornar a obrir les negociacions per a la definició de la frontera, en les quals el Brasil proposava un acord sobre la base d'un intercanvi equitatiu de territori, igual que l'interès de Brasil de mantenir sota el seu control la població que era d'origen brasiler, a pesar que el territori pertanyia, d'acord amb el Tractat de 1867, al Perú. Finalment van començar les converses i després d'una sèrie de propostes i contrapropostes, es va signar el Tractat de Petrópolis, a través del qual li va ser reconegut al Brasil la sobirania sobre el territori disputat i aquest en compensació, hauria de construir un ferrocarril (el Madeira-Mamoré), el qual seria de lliure trànsit per tropes i civils bolivians i també per via fluvial fins a l'oceà Atlàntic, i pagar un total de dos milions de lliures esterlines. Aquesta vegada, d'acord amb el baró de Rio Branco, estava ocorrent una veritable expansió territorial (ja que segons ell les eleccions anteriors només havien mantingut el "patrimoni nacional").

## Traçat

Trifini entre Bolívia, Brasil i Perú

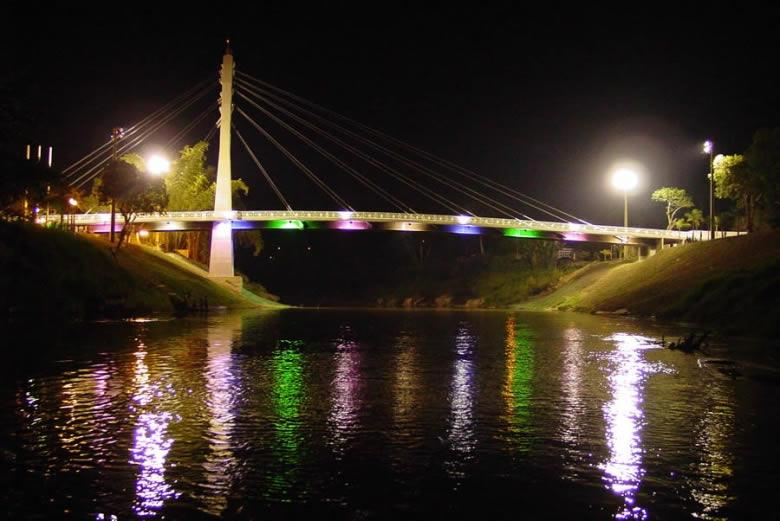
Vista nocturna del Pont Wilson Pinheiro, que creua el riu Acre unint les ciutats de Brasileia, a Acre (Brasil), i Cobija, a Bolívia.

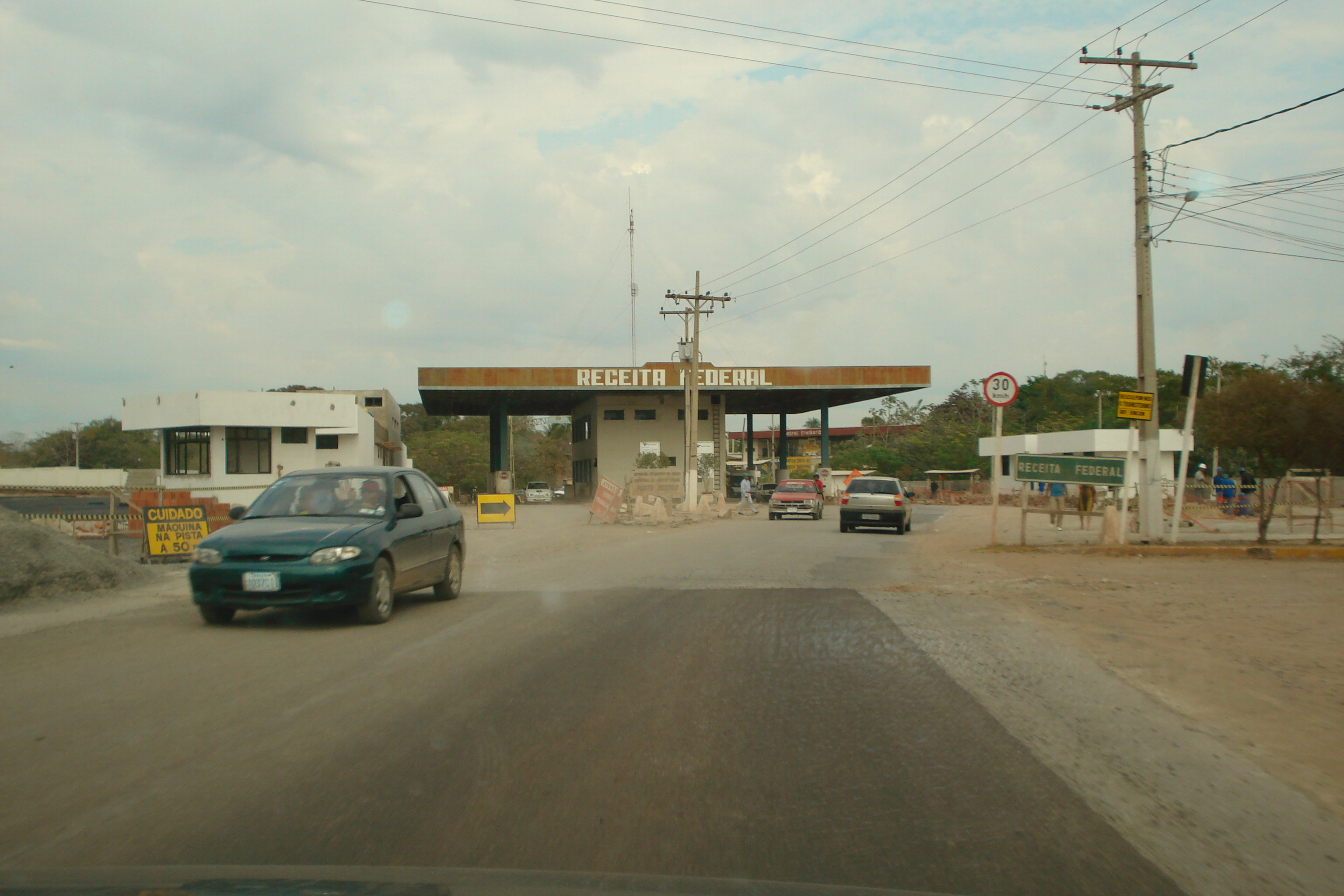
Duana i Ingrés de la Federació en la frontera de Brasil amb Bolívia a Corumbá.

Aquesta frontera internacional comença en el nord, en la localitat de Bolpebra i segueix cap al nord-est pel riu Acre fins a Brasileia, enfront de Cobija, d'allí segueix pels rius Chipamanu i l'Abuná; d'aquí pel curs d'aquest riu fins a la seva confluència amb el riu Madeira en Fortín Manoa, que és el punt més septentrional de Bolívia. D'aquí, va cap al sud, aigües amunt del riu Madeira fins a la població de Vila Bella en la confluència dels rius Beni i Mamoré. Segueix, aigües amunt del riu Mamoré fins a la seva confluència amb el riu Itenez, més o menys amb el paral·lel 11°50'S, d'aquí segueix aigües amunt del riu Iténez, fins al riu Verde en el paral·lel 14°S; segueix aigües amunt del riu Verde fins al seu naixent; d'aquí fins al Cerro Cuatro Hermanos més o menys en el paral·lel 16°20' i d'allí cap a l'est fins a San Matías; d'allí en direcció sud, fins a la llacuna Uberaba que la travessa pel centre; d'allí, al centre de la llacuna La Gaiba, després al centre de la llacuna Mandioré; d'allí, en adreça sud-oest fins al Canal Tamengo que uneix la llacuna Cáceres amb el riu Paraguai; d'allí, en línia recta fins a la llacuna Negra; d'allí en direcció sud-est fins a Puerto Gutiérrez Guerra sobre el riu Paraguai, i d'aquí, pel curs del riu Paraguai, en direcció sud-oest fins a Bahía Negra, on troba el trifini entre Brasil, Paraguai i Bolívia.
En el riu Mamoré, enfront de la ciutat de Guayaramerín en el departament del Beni, es troba l'illa Suárez, anomenada pels brasilers ilha de Guajará-mirim que ha estat objecte d'una disputa encara no resolta entre Brasil i Bolívia. Des de l'Acord de Roboré signat el 29 de març de 1958 entre tots dos països, la situació de l'illa ha quedat indefinida, romanent de fet sota administració boliviana.
Altres 31 illots del riu Guaporé o Iténez i 9 illes del riu Paraguai es troben sota sobirania indefinida entre Bolívia i Brasil.